# روتردام (نيويورك)
روتردام أو رُتردَم (بالإنجليزية: Rotterdam) هي قرية غير مضمنة في ولاية نيويورك الأمريكية.
يبلغ عدد سكانها حسب تعداد سنة 2000: 20,536 نسمة. ويبلغ عددهم حسب تقدير 2007 حوالي:21,000 نسمة.